# Renaissanceschloss Königshain

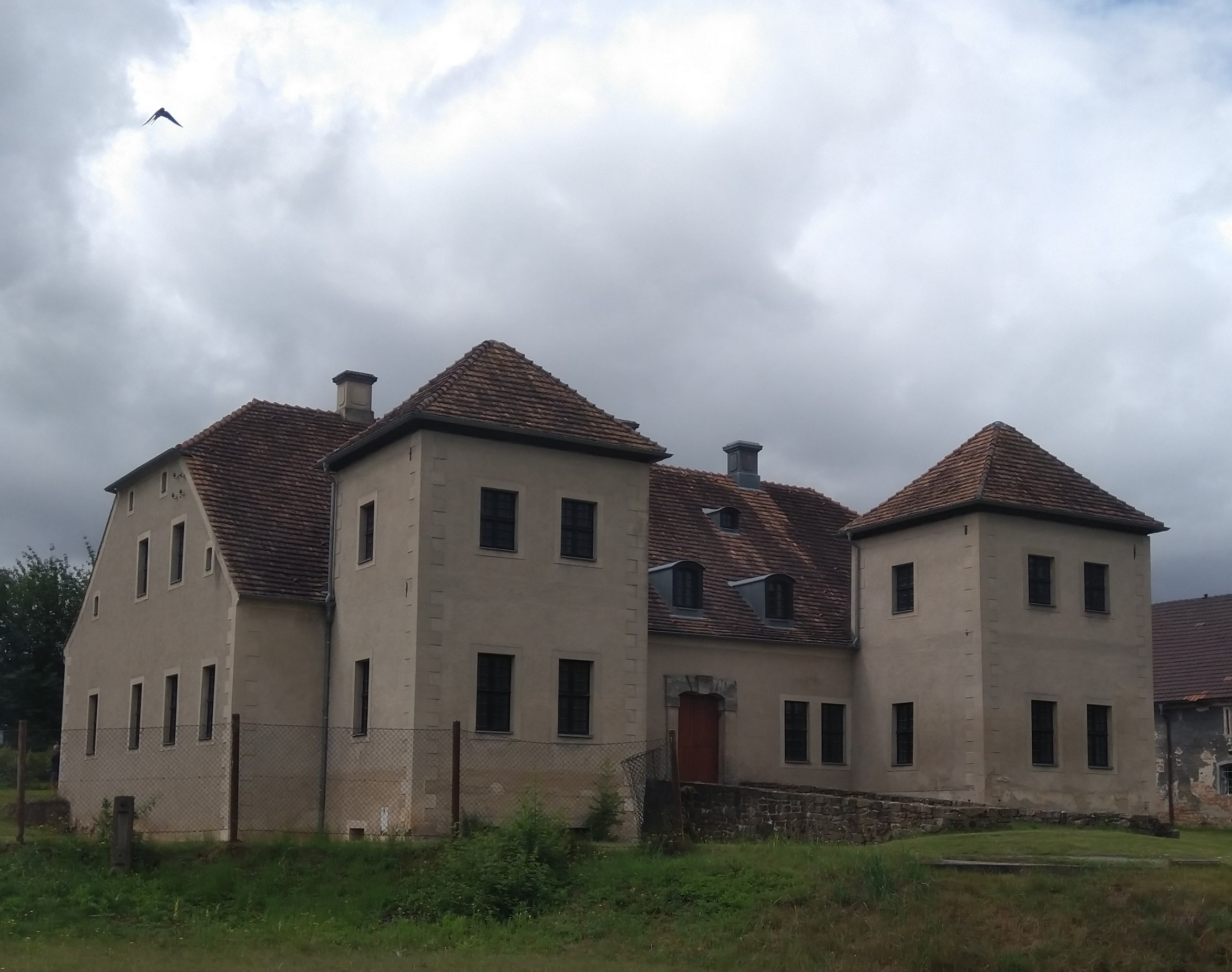
Renaissanceschloss in Königshain

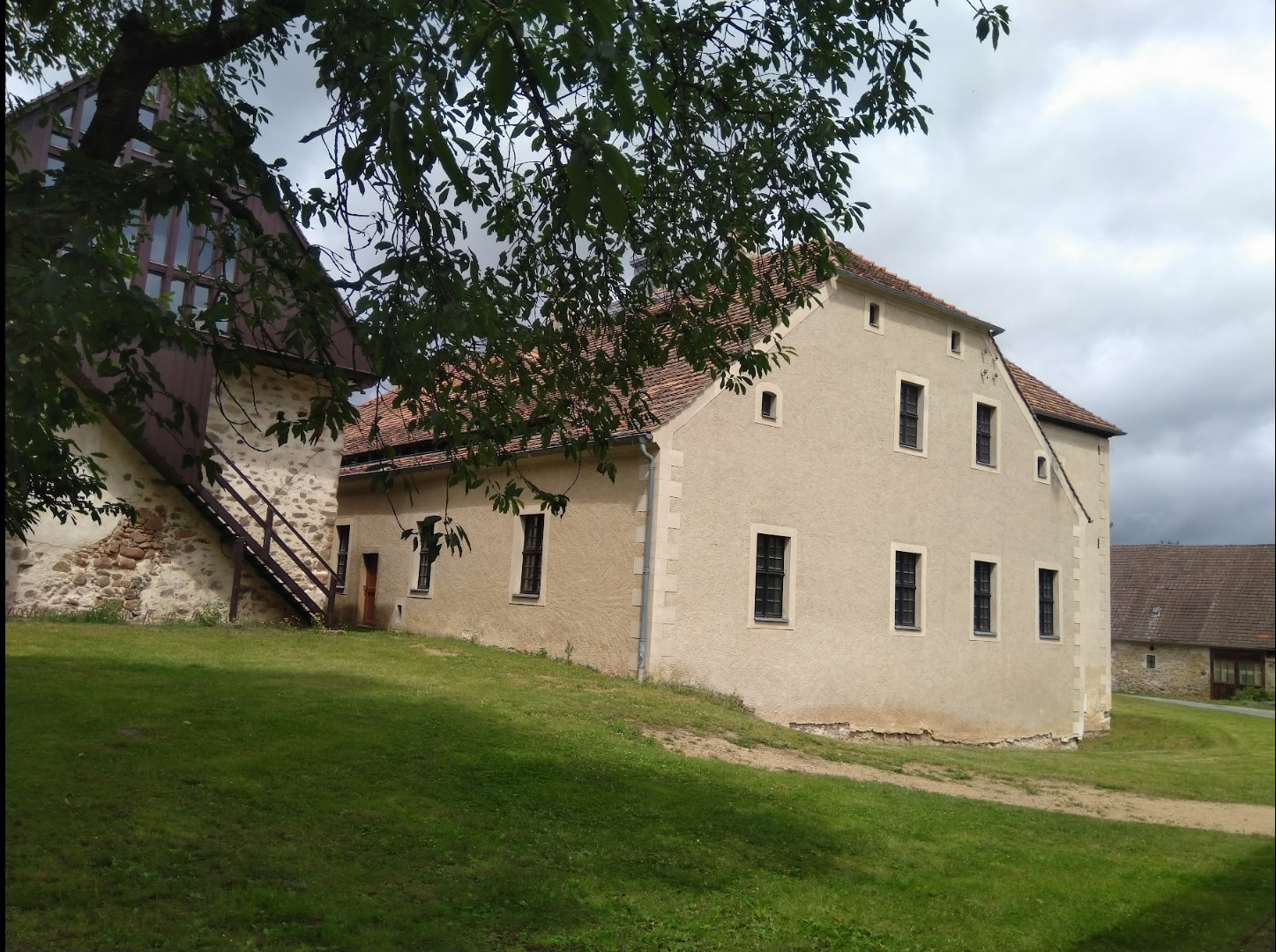
Rückseite des Schlosses und Steinstock

Das Renaissanceschloss, auch Wasserschloss genannt, ist ein im Jahr 1556 im Renaissancestil erbautes Schloss im Schlosskomplex Königshain. Den Auftrag zum Bau gab Joachim Frenzel zu Königshain, der auch Besitzer des Schlosses war und vier Jahre nach Baubeginn von Kaiser Karl V. geadelt wurde.
Das heutige, teils barocke Erscheinungsbild des Schlosses stammt aus den letzten Jahren des 17. Jahrhunderts.

## Geschichte
Joachim Frenzel ließ das Schloss 1540 in Auftrag geben. Der Bauort befand sich neben dem Steinstock, dem Wohnturm seines reich gewesenen, 1526 verstorbenen Vaters Hans Frenzel. Beide Gebäude bestehen noch heute. Das Renaissanceschloss wurde nach 16 Jahren Bauzeit im Jahr 1556 fertiggestellt. Es war umgeben von einem Graben mit gemauerter Böschung und lag damit auf einer Insel. Das damalige Erscheinungsbild entsprach nicht dem heutigen.
Im Dreißigjährigen Krieg wurde das Schloss stark verwüstet. Es befand sich im Besitz von Paul Georg, einem Nachfahren Joachims Tochter Barbara und Paul von Liedlau. Der königliche Dragoner-Hauptmann Ernst Moritz von Schachmann, Nachfahr von Joachims Tochter Anna und Jakob von Schachmann, und dessen Frau Susanne von Nostitz kauften es im Jahr 1660.
Nach einem Blitzeinschlag 1668 brannte es nieder und wurde im Jahr 1680 von Ernst Moritz von Schachmann gekauft. Er baute es in das heutige Erscheinungsbild mit dem barocken Eingangsportal wieder auf.
Carl Adolph Gottlob von Schachmann erweiterte die Schlossanlage schrittweise, von 1764 bis 1766 durch das Barockschloss Königshain.
In den letzten Kriegsmonaten des Zweiten Weltkriegs war Königshain Hauptverbandsplatz für verwundete Soldaten, wobei innerhalb des Schlossparks ein Friedhof für 313 im Zweiten Weltkrieg gefallene Soldaten errichtet wurde. Das Wasserschloss wurde Wohnsitz mehrerer Familien. Es wurde ab dem Jahr 1992 saniert, wobei alte Holzdecken mit Ornamenten aus dem 17. Jahrhundert zum Vorschein kamen.

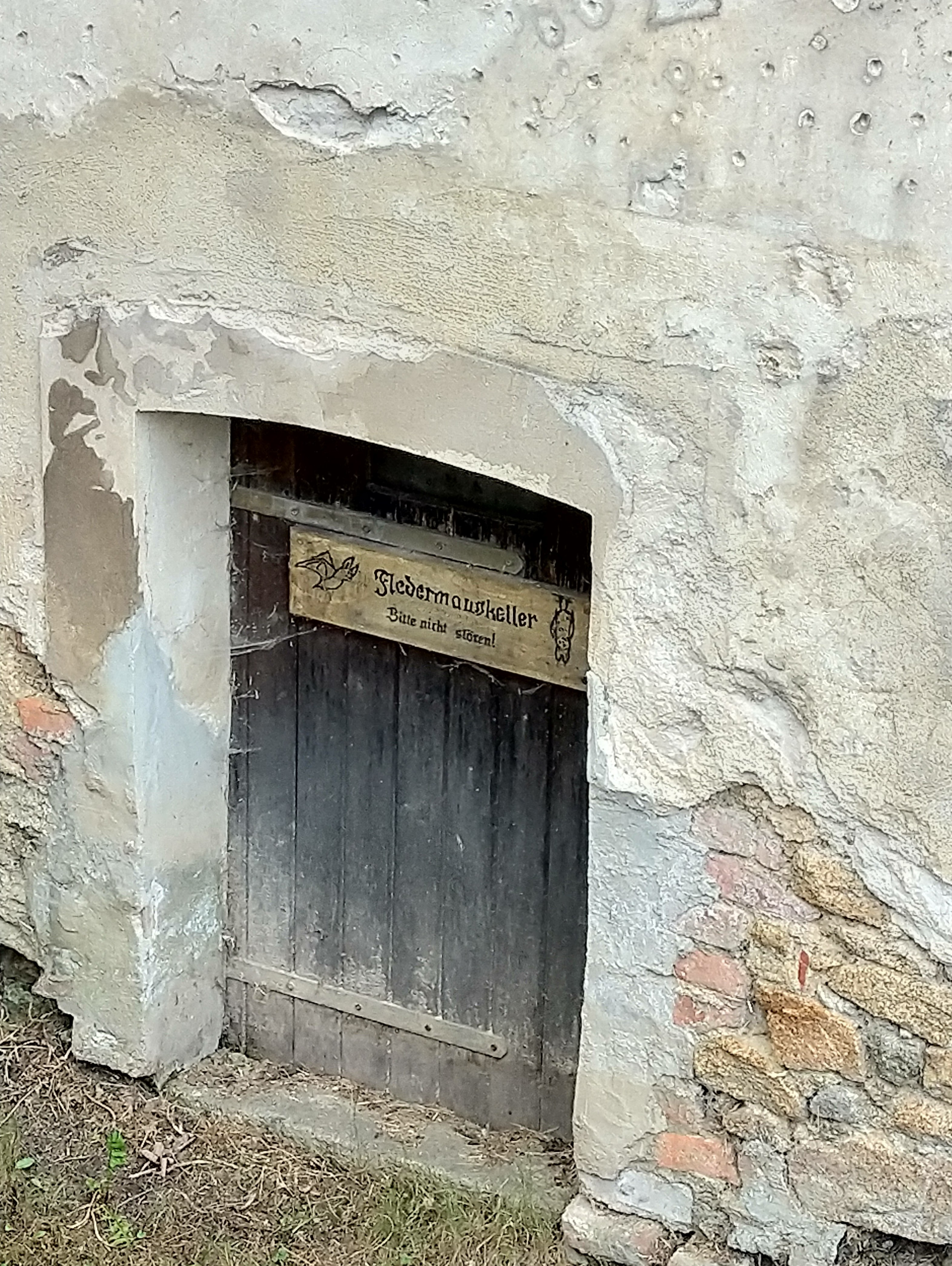
Fledermauskeller neben dem Eingang am rechten Turm

Seit dem Jahr 2000 beherbergt es im Keller überwinternde Fledermäuse.

## Alternative Namen
Weil das Renaissanceschloss einmal vollständig von Wasser umgeben war, wird es daher auch als Wasserschloss bezeichnet. Auch Altes Schloss und Mittleres Schloss sind Namen des Schlosses.